# Fan Hanjie
Fan Hanjie (范漢傑, 29 octobre 1896 - 16 janvier 1976) est un chef militaire du Kuomintang qui lutta à la fois contre les communistes et l'armée impériale japonaise. Durant la campagne de Liaoshen, il sert en tant que vice-commandant en chef de Mandchourie et responsable du centre de commande de Jinzhou avec le rang de lieutenant-général dans l'armée nationale révolutionnaire.

## Jeunesse et formation
Fan Hanjie est né au Guangdong en 1896. Il est éduqué à l'école de Zili que son père a aidé à créer et est admis en 1911 à l'institut militaire du Guangdong, se spécialisant dans l'astronomie. En 1913, après l'obtention de son diplôme, il rejoint l'armée dans la section du Guangdong et devient officier au bureau de topographie à Dongjiang et Chaoshan. En 1920, il est transféré au département des provinces du Guangdong et du Guangxi, combattant les pirates locaux et les activités de contrebande avant d'être promu au grade de capitaine du navire de guerre Jiangping. En 1923, il est de nouveau transféré au département de l'État-major général, et promu au grade de colonel. 
En mai 1924, l'académie de Huangpu est fondé à Canton mais Fan Hanjie est presque âge de 30 ans et hésite à l'intégrer car la plupart des cadets ont seulement la vingtaine. En raison du succès de la première coopération entre le Kuomintang et le Parti communiste chinois, Fan Hanjie a de grands espoirs dans la révolution nationale, passe les examens d'entrée et est facilement accepté, étant le seul étudiant de l'académie avec le rang de colonel. Après l'obtention de son diplôme, Fan Hanjie, comme d'autres élèves, commence en bas de l'échelle, dans un peloton, puis une compagnie, puis un bataillon, et participe à la répression de la révolte de Chen Jiongming contre le gouvernement nationaliste durant la seconde campagne de l'est. En été 1926, l'armée nationale révolutionnaire lance son expédition du Nord et Fan connaît sa première vraie expérience au combat. Il est nommé commandant du 10e régiment de la 29e division, et est l'un des premiers commandants de régiment de l'académie de Huangpu. Il mène ses troupes dans la fameuse bataille du pont de Ting Kau. En octobre de la même année, il est promu premier vice-commandant de la 10e division. En novembre 1927, durant la séparation entre le Kuomintang et le Parti communiste, Chen Mingshu, commandant de la 1re armée, Jiang Guangnai, commandant de la 10e division, rejoignent Tchang Kaï-chek, et Fan Hanjie exprime également son désir de se rendre à Nankin. Sur l'ordre de Tchang, il est envoyé dans la province du Zhejiang pour devenir commandant de garnison, et en août, Tchang quitte son poste, la division de garde du Zhejiang est supprimée et Fan Hanjie est transféré au quartier-général de l'armée de la 8e route. Tchang le rappelle très vite et l'envoie au Japon pour apprendre la politique et les techniques militaires avant de l'envoyer en Allemagne pour étudier dans une école militaire jusqu'à l'incident de Mukden de 1931.

## Guerre civile chinoise
En mars 1945, il est officiellement promu au rang de lieutenant-général. Le 6 mai, il est élu membre du comité central du Kuomintang et devient un confident de Tchang Kaï-chek et l'un de ses généraux favoris. En juillet 1948, Tchang lui ordonne de former deux nouvelles armées, la 5e et la 8e, pour renforcer les positions nationalistes en Mandchourie. En septembre, Fan est nommé vice-commandant en chef de Mandchourie et responsable du centre de commande de Jinzhou. Mais comme Wei Lihuang refuse de concentrer la majorité des forces nationalistes à Jinzhou, Fan combat aussi dur qu'il le peut, incapable de désobéir aux ordres de ses supérieurs, mais est vaincu par les forces communistes de Lin Biao, qui utilisent massivement l'artillerie pour percer les défenses de la ville le 15 octobre 1948. Jinzhou tombe et Fan est capturé par l'armée communiste de Mandchourie. Il est emprisonné à Jinzhou jusqu'à sa grâce en 1962.

## Dernières années
Après sa libération en 1962, il est élu membre du comité national du Parti communiste chargé des archives historiques. Il écrit un Mémoire de la campagne de Jinzhou  qui décrit son effort de guerre. En 1964, il est élu en tant que quatrième membre du comité de la conférence consultative politique du peuple chinois. Le 16 janvier 1976, il meurt à Pékin.